# پاول فلورنسکی
پاول آلکساندری فلورنسکی (ارمنی: Պավել Ալեքսանդրի Ֆլորենսկի؛ روسی: Па́вел Алекса́ндрович Флоре́нский؛ ۹ ژانویهٔ ۱۸۸۲ – ۸ دسامبر ۱۹۳۷) ریاضی‌دان، مهندس، فیزیک‌دان، فیلسوف، کشیش کلیسای ارتدکس شرقی، استاد دانشگاه، ریاضی‌دان، فیزیک‌دان، مهندس برق، مخترع و همه‌چیزدان ارمنی‌تبار اهل امپراتوری روسیه بود.